# Brachyphoris tenuifusaria
Brachyphoris tenuifusaria är en svampart som först beskrevs av Xing Z. Liu, R.H. Gao, K.Q. Zhang & L. Cao, och fick sitt nu gällande namn av Juan Chen, L.L. Xu, B. Liu & Xing Z. Liu 2007. Brachyphoris tenuifusaria ingår i släktet Brachyphoris och familjen vaxskålar.   Inga underarter finns listade i Catalogue of Life.